# Garden of the Moon
Pour plus de détails, voir Fiche technique et Distribution.
Garden of the Moon est un film américain en noir et blanc réalisé par Busby Berkeley, sorti en 1938.

## Synopsis
Le célèbre chanteur Rudy Vallée et son orchestre ayant eu un accident, la grande discothèque Garden of the Moon n'a aucune animation de prévue pour les remplacer. Le tyrannique directeur de la boîte de nuit, John Quinn, se laisse convaincre par son attachée de presse Toni Blake d'embaucher un orchestre inconnu dirigé par Don Vincente. Don et John s'affrontent, d'autant plus que John veut remplacer Don par Rudy Vallée deux semaines seulement après sonarrivée dans la discothèque. Pour couronner le tout, John et Don se disputent le cœur de la chanteuse vedette. L'attachée de presse Toni travaille sur une campagne publicitaire pour mettre Don dans les bonnes grâces de John.

## Commentaire
- L'acteur Pat O'Brien a un rôle à contre-emploi dans le film. Il incarne ici un personnage irascible et antipathique, très éloigné de ses personnages habituels de bon gars jovial.
- Bien que Rudy Vallée et son orchestre The Connecticut Yankees soient un élément de l'intrigue, ils n'apparaissent pas dans le film.
- Selon le magazine The Hollywood Reporter, l'acteur et chanteur Dick Powell a préféré être licencié plutôt que de tourner dans le film[1].
- La discothèque du film imite la célèbre boîte de nuit Cocoanut Grove (en).

## Fiche technique
- Titre original : Garden of the Moon
- Titre français : Une nuit de gala[2]
- Réalisation : Busby Berkeley
- Scénario : Jerry Wald et Richard Macaulay d'après une histoire du Saturday Evening Post (1937)*
- Photographie : Tony Gaudio
- Montage : George Amy
- Musique : Heinz Roemheld
- Lieu de tournage : Warner Brothers Burbank Studios
- Sociétés de production : Warner Bros.
- Pays de production :  États-Unis
- Langue originale : anglais américain
- Format : noir et blanc — 35 mm — 1.37:1 — son : mono
- Genre : comédie romantique, film musical
- Durée : 94 min
- Dates de sortie : 
  - États-Unis : 1er octobre 1938
  - France : 25 novembre 1938

## Distribution
- Pat O'Brien : John Quinn
- Margaret Lindsay : Toni Blake
- John Payne : Don Vincente
- Johnnie Davis : Slappy Harris
- Melville Cooper : Maurice
- Isabel Jeans : Mrs. Lornay
- Mabel Todd : Mary Stanton
- Penny Singleton : Miss Calder
- Dick Purcell : Rick Fulton
- Curt Bois : le maharajah of Sund
- Granville Bates : Angus McGillicuddy
- Edward McWade : Peter McGillicuddy
- Larry Williams : Trent
- Al Herman